# لمنة قلبية مقلوبة
لمنة قلبية مقلوبة (الاسم العلمي:Lemna obcordata) هي نوع غير مؤكد من النباتات يتبع جنس اللمنة من الفصيلة اللوفية.